# Podarcis peloponnesiacus
Podarcis peloponnesiacus là một loài thằn lằn trong họ Lacertidae. Loài này được Bibron & Bory mô tả khoa học đầu tiên năm 1833.

## Hình ảnh

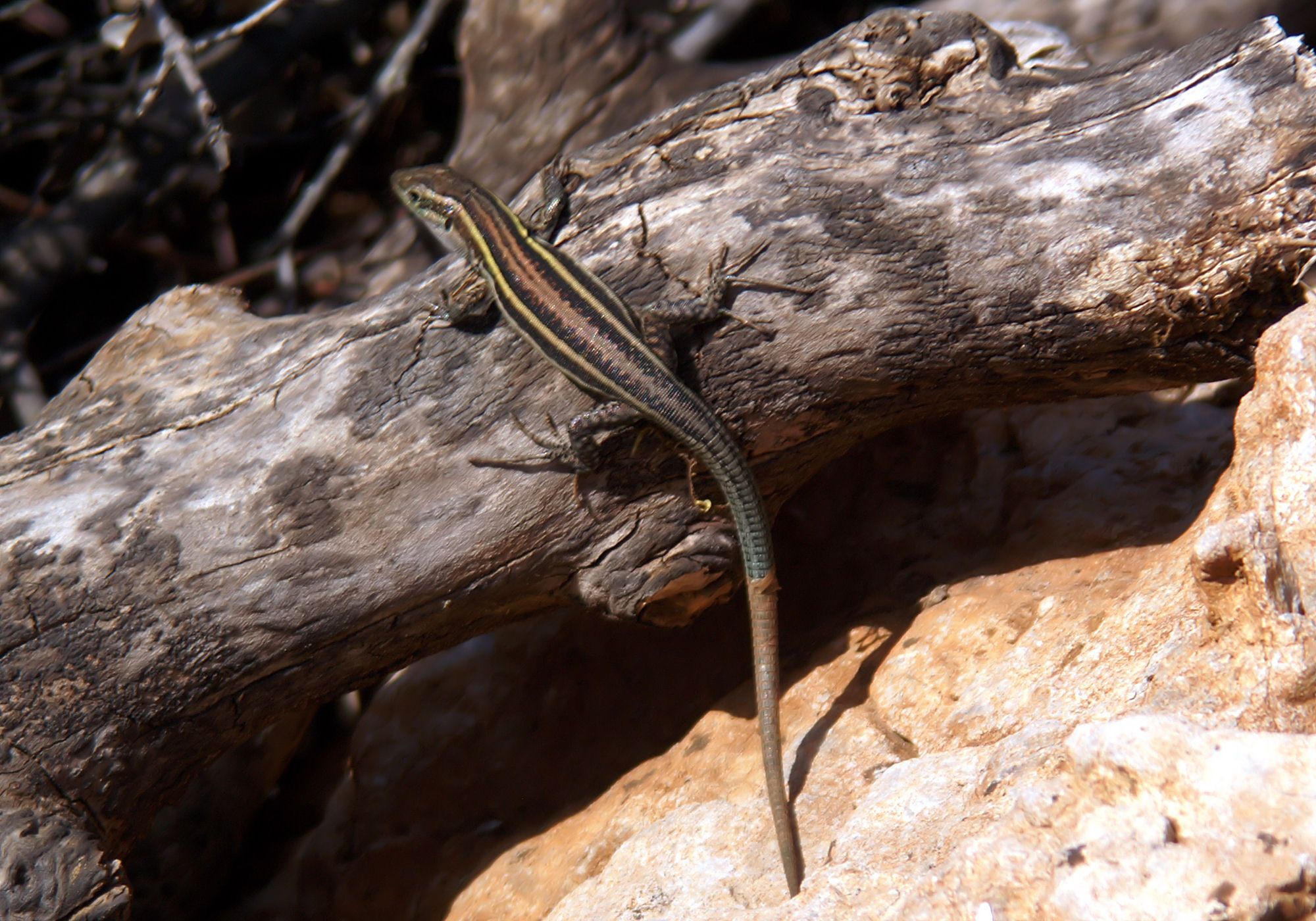
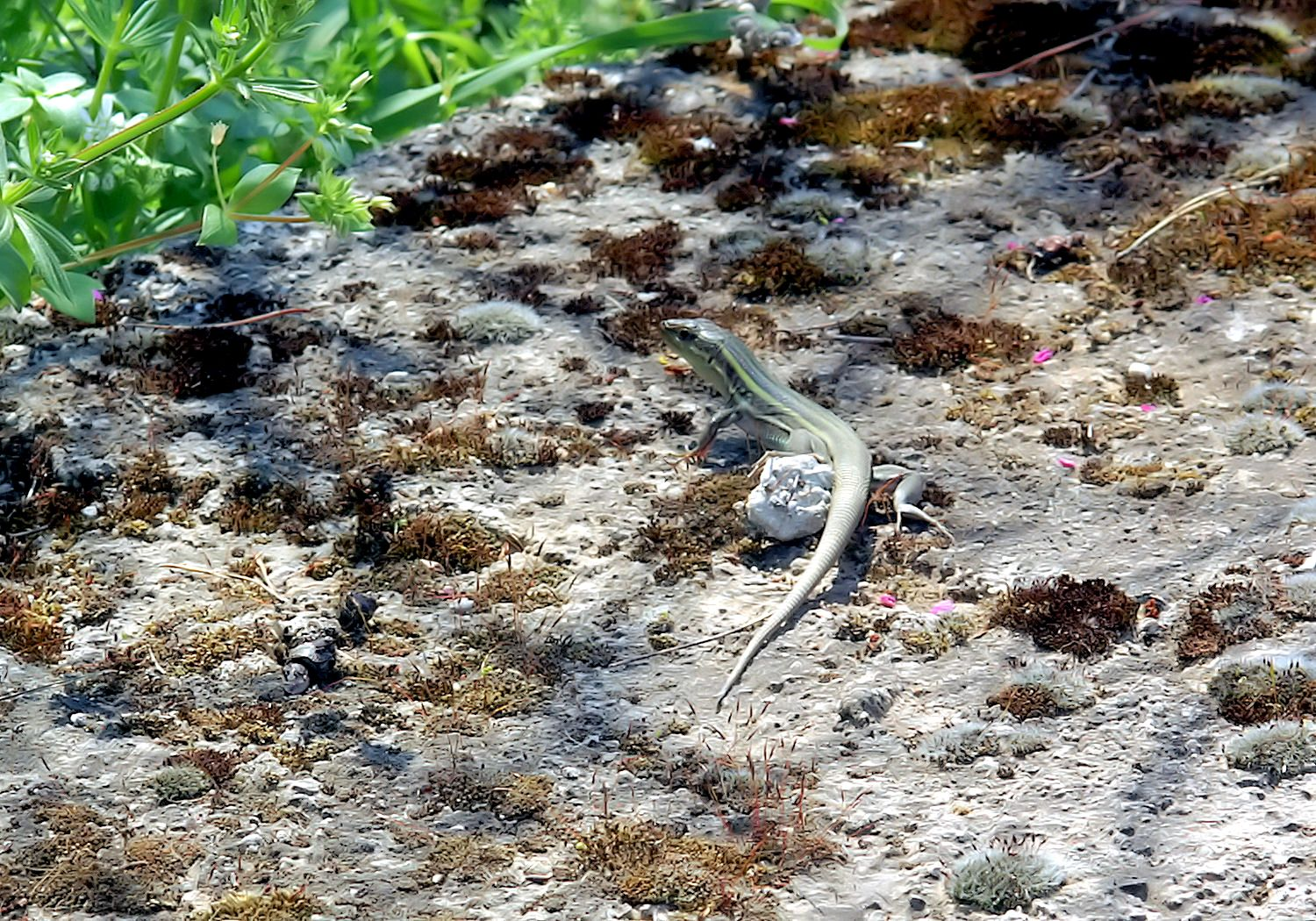
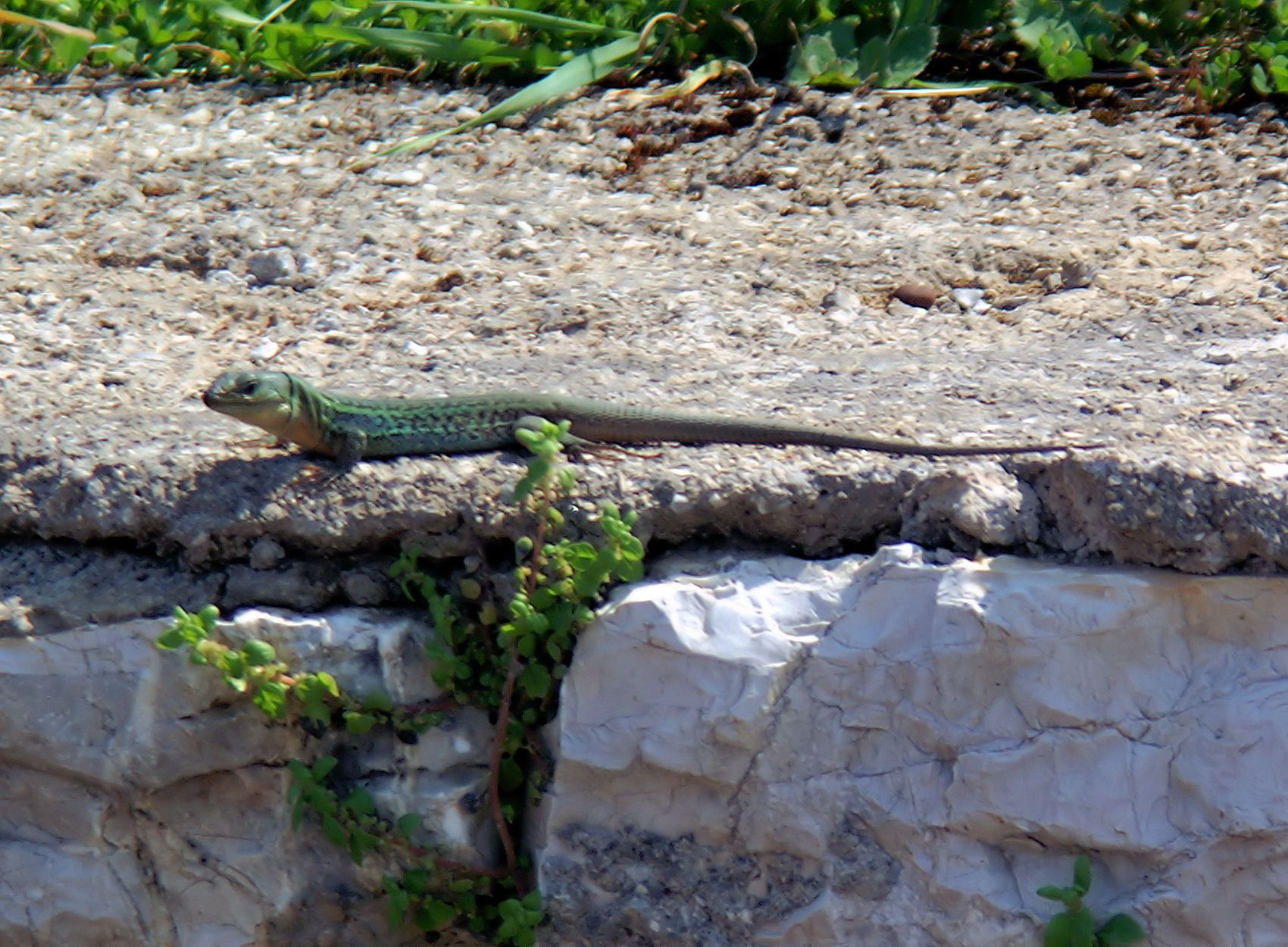